# Martin Goodman
Martin Goodman (Palm Beach, 18 de Janeiro de 1908 – Palm Beach, 6 de Junho de 1992) foi um editor estadunidense de revistas de ficção pulp, livros de bolso, livros masculinos de aventura e histórias em quadrinhos. É o fundador da companhia que viria a se tornar a Marvel Comics.

## Ficção "Pulp" e a Era de Ouro dos Quadrinhos
Depois de rodar o país em sua juventude durante a Grande Depressão, Goodman se estabeleceu em Nova York, como vendedor de uma editora local. Em 1931, Goodman, Louis Silberkleit, e Maurice Coyne fundaram a Columbia Publications, produzindo revistas de ficção pulp. Em 1932, Goodman abandonou o grupo para formar suas próprias companhias. Em 1939 Silberkleit e Coyne juntaram-se à John L. Goldwater para fundar a companhia que viria a se tornar a Archie Comics.
A primeira publicação-solo de Goodman foi Western Supernovel Magazine, em Maio de 1933. Após a primeira edição, ele a renomeou como Complete Western Book Magazine, lançando a segunda edição em julho de 1933.
A estratégia de negócios de Goodman consistia em utilizar nomes de diversas empresas diferentes  para a publicação de suas várias histórias. As principais publicações desta fase foram All Star Adventure Fiction Complete Western Book, Mystery Tales, Real Sports, Star Detective, a revista de ficção científica Marvel Science Stories e a aventura na selva intitulada Ka-Zar, cujo personagem principal era claramente inspirado no herói Tarzan (este personagem, anos depois, seria reformulado e inserido no Universo Marvel atual).
Em 1939, com o crescente mercado de histórias de super-heróis, Goodman associou-se a jovens profissionais da empresa Funnies, Inc. para fornecer material para uma nova revista, em fase de testes. A Marvel Mystery Comics #1, lançada em outubro de 1939, é considerada a primeira revista do Universo Marvel, com o primeiro aparecimento dos personagens Tocha Humana e Namor, o Príncipe Submarino, A revista vendeu cerca de 80.000 cópias. Goodman em seguida produziu uma segunda impressão, em novembro de 1939, que vendeu aproximadamente 800.000 cópias. Com o sucesso em suas mãos, Goodman começou a formar sua própria equipe, contratando os profissionais de destaque da Funnies, Inc., como o escritor e editor Joe Simon, por exemplo. Simon levou consigo seu melhor colaborador, Jack Kirby, que viria a se tornar uma lenda no ramo.
Nesta época, a recém-criada Timely Comics tornou-se a empresa que reuniu todas as diversas marcas lançadas por Goodman para publicar suas histórias e, algumas décadas depois, essa empresa tornou-se a Marvel Comics. Em 1941, a Timely publicou seu terceiro personagem de sucesso: a criação de Joe Simon e Jack Kirby - um super-herói patriota denominado Capitão América. Os dois criadores deixaram a Timely após 10 edições, e Goodman indicou Stan Lee como Editor da empresa, posição em que este permaneceu por décadas.
Com o declínio no interesse de histórias de super-heróis após o fim da Segunda Guerra Mundial, Goodman publicou uma enorme variedade de gêneros de revistas, incluindo histórias de terror, faroeste, humor adolescente, histórias policiais e histórias de guerra.
O nome "Timely Comics" foi abandonado quando Goodman começou a usar o logotipo de um globo para a nova companhia de distribuição que ele havia adquirido: a Atlas, em novembro de 1951. Após a década de 1950, a companhia passou a ser chamada de Atlas Comics.

## Marvel Comics
Em 1961, após o relançamento de sucesso das histórias de super-heróis pela rival DC Comics', o então Editor-Chefe da Marvel Comics, Stan Lee, e o artista free-lancer Jack Kirby lançaram a revista Quarteto Fantástico #1, o primeiro sucesso desta nova fase do Universo Marvel. A ênfase original das histórias, onde os super-heróis tinham problemas financeiros e emocionais, diferente do estereótipo usado até então, revolucionou a indústria. Lee, Kirby, e vários outros artistas, tais como Steve Ditko, Don Heck, Dick Ayers, John Romita Sr., Gene Colan, e John Buscema, além de escritores como Roy Thomas e Archie Goodwin, lançaram vários personagens de sucesso. Os principais foram o Homem-Aranha, Homem de Ferro,  O Incrível hulk, Demolidor e os X-Men. Esses personagens tornaram a Marvel Comics, uma das mais famosas empresas do gênero no mundo.
Porém, com queda do mercado em 1968, Goodman vendeu os direitos de publicação para a Perfect Film and Chemical Corporation, uma subsidiária da Magazine Management Company.  Goodman permaneceu como editor até 1972. Dois anos depois, ele formou uma nova companhia de histórias em quadrinhos, a Seaboard Periodicals, que não resistiu por mais que um ano.
A Perfect Film and Chemical, que foi renomeada para Cadence Industries foi a primeira de uma série de fusões e aquisições, que formaram a companhia que viria a ser conhecida como  Marvel Entertainment Group no século XXI.

## Lista de Publicações "Pulp" de Martin Goodman
- Adventure Trails
- All-American Sports
- All-American Western
- All Baseball Stories
- All Basketball Stories
- All Football Stories
- All Star Detective Stories
- All Star Fiction / All Star Adventure Fiction / All Star Adventure Magazine
- American Sky Devils
- The Angel Detective
- Best Detective
- Best Love Magazine
- Best Sports Magazine
- Best Western / Best Western Novels
- Big Baseball Stories
- Big Book Sports
- Big Sports Magazine
- Children's Book Digest
- Complete Adventure Magazine
- Complete Detective
- Complete Sports / Complete Sports Action Stories for Men
- Complete War Novels
- Complete Western Book Magazine
- Cowboy Action Novels
- Detective Mysteries
- Detective Short Stories
- Dynamic Science Stories
- Five Western Novels
- Gunsmoke Western
- Justice (digest)
- Ka-Zar / Ka-Zar the Great
- Marvel Science Stories / Marvel Tales / Marvel Stories / Marvel Science Fiction
- Modern Love
- Modern Love Stories
- Mystery Tales
- Quick Trigger Western Novels Magazine
- Ranch Love Stories
- Real Confessions
- Real Love
- Real Mystery Magazine / Real Mystery
- Real Sports
- Romantic Short Stories
- Six-Gun Western
- Sky Devils
- Sports Action
- Sports Leaders Magazine
- Sports Short Stories
- Star Detective Magazine
- Star Sports Magazine
- 3-Book Western (digest)
- Three Western Novels / Three Western Novels Magazine
- Top-Notch Detective
- Top-Notch Western
- True Crime / True Crime Magazine
- Two Daring Love Novels
- Two-Gun Western Novels Magazine / Two-Gun Western / Two-Gun Western Novels / 2-Gun Western
- Uncanny Stories
- Uncanny Tales
- War Stories Magazine
- War Stories Magazine
- Western Digest (note: may not exist)
- Western Fiction Magazine / Western Fiction Monthly / Western Fiction
- Western Magazine
- Western Novelettes
- Western Short Stories
- Wild West Stories & Complete Novel Magazine
- Wild Western Novels Magazine